# Melitta Sollmann
Melitta Sollmann   (Gotha, 20 d'agost de 1958) és una conductora de luge alemanya, ja retirada, que va competir sota bandera de la República Democràtica Alemanya, durant les dècades de 1970 i 1980.
El 1980 va prendre part en els Jocs Olímpics d'Hivern de Lake Placid, on guanyà la medalla de plata en la prova individual del programa de luge.
En el seu palmarès també destaquen dues medalles d'or i una de plata al Campionat del món de luge i dues d'or i una de bronze al Campionat d'Europa.